# 科唐坦地区圣莫里斯
科唐坦地区圣莫里斯（法語：Saint-Maurice-en-Cotentin，法語發音：[sɛ̃ mɔʁis ɑ̃ kɔtɑ̃tɛ̃]）是法国芒什省的一个市镇，属于瑟堡区。

## 地理
科唐坦地区圣莫里斯（49°23'25"N, 1°42'21"W）面积7.46 平方千米，位于法国诺曼底大区芒什省，该省份为法国西北部沿海省份，西、北、东北三面环大西洋，东起顺时针与卡爾瓦多斯省、奧恩省、马耶讷省和伊勒-维莱讷省接壤。
与科唐坦地区圣莫里斯接壤的市镇（或旧市镇、城区）包括：博蒙地区索尔托斯维尔、菲耶维尔莱米讷、拉艾代克托、勒梅尼勒、滨河圣乔治、滨河圣让、圣皮耶尔达尔泰格利斯。

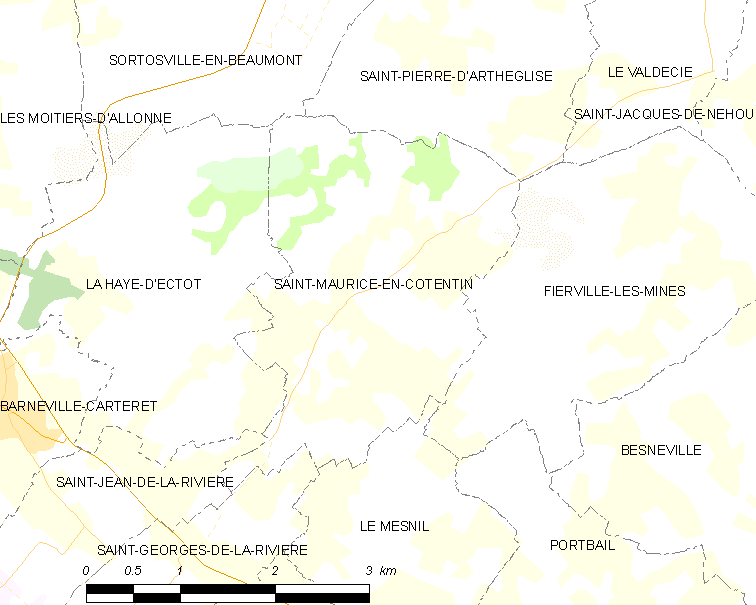
科唐坦地区圣莫里斯的OSM定位图

科唐坦地区圣莫里斯的时区为UTC+01:00、UTC+02:00（夏令时）。

## 行政
科唐坦地区圣莫里斯的邮政编码为50270，INSEE市镇编码为50522。

## 政治
科唐坦地区圣莫里斯所属的省级选区为莱皮约县。

## 人口

1962-2008年间科唐坦地区圣莫里斯人口变化图示

科唐坦地区圣莫里斯于2022年1月1日时的人口数量为248人。